# Памятники Даугавпилса

Памятник посвящённый Марку Ротко, набережная реки Даугава, 2003 г, автор Ромуальд Гибовский.

Па́мятники Да́угавпилса — неполный список памятников, скульптур, памятных досок, скульптурных композиций и братских кладбищ на территории города Даугавпилс (Латвия).

## Городские памятники и другие мемориалы

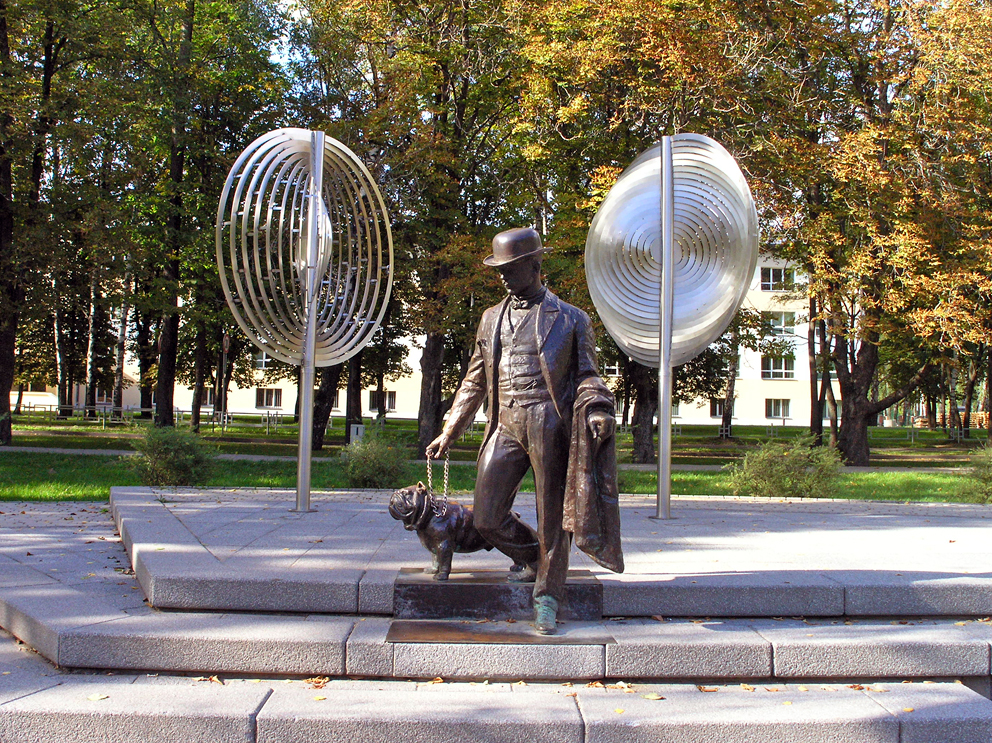
Памятник Павлу Дубровину в парке названном в его честь

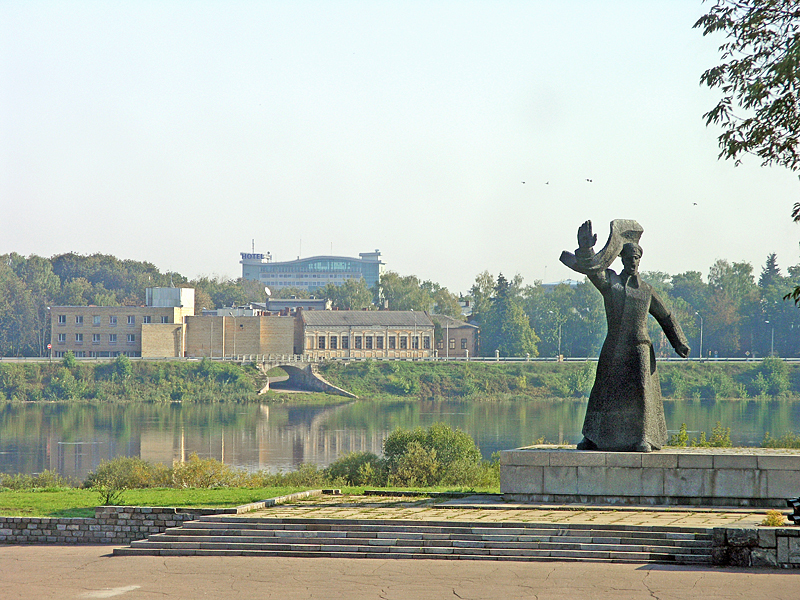
Памятник Защитникам города, на заднем плане река Даугава, районная управа и гостиница «Park Hotel Latgola»

- Вечный огонь — мемориал воинам-освободителям в парке Дубровина.
- Крест в память о павших польских воинах (бетон, увенчан орлом). Новое Строение, Слободка, скульптор Ромуальд Гибовский, архитектор Ванда Баулина.
- Памятник «полякам-сибирякам», депортированным в Сибирь (римско-католическое кладбище), 17 сентября 2009 год, открыт Центром польской культуры, скульптор Ромуальд Гибовский.[1][2]
- Скульптура черепахи (улица Ригас), светлый гранит, 21 мая 2009 г., скульптор Иво Фолкманис.
- Памятник градоначальнику Павлу Дубровину (парк Дубровина), бронза, 2007, скульптор Александр Таратынов.
- Памятная доска и барельеф, посвящённый актёру и режиссёру Соломону Михоэлсу на здании, в котором родился Михоэлс. Улица Михоэлса (бывшая Постоялая), 4.
- Памятная доска с барельефом, посвящённая польскому композитору, дирижёру и музыканту Гжегожу Фительбергу на здании по адресу Михоэлса 58,(б. Постоялая) 2005 г.(у входа в Центральную детскую библиотеку), в котором он родился и провёл своё детство.[3]
- Памятник, посвящённый Марку Ротко, набережная реки Даугава, 2003 г, автор Ромуальд Гибовский.
- Памятная доска 80-летия белорусской государственной гимназии, улица Варшавас 16.
- Памятная доска, посвящённая Мелетию Каллистратову. Ул. Нометню (Лагерная), 21.
- Бюст посвящённый 100 летию латышского народного поэта Райниса. Бронза, 1967, скульптор Индулис Фолкманис.
- Бюст посвящённый Андрею Пумпуру. Скульптор И. Круминя, 1966 год, 20 мая. Сквер Андрея Пумпура.
- Памятник эпосу Лачплесис, первоначально установлен на Новом Строении, перенесён к 1 начальной школе после её реконструкции.
- Горельеф на здании городского ЗАГСа, 1980, Индулис Фолкманис.
- Памятник защитникам города (Грива), 1975, скульптор Индулис Фолкманис, архитектор В. А. Калниньш.[4]
- Горельеф на здании музыкальной школы, 1972, Индулис Фолкманис.
- «Девочка с лилией». Бронза, 1964, фонтан в сквере Андрея Пумпура, центр города. Скульптор А. Вейнбаха.
- Монумент «Чайка», 1976, художник-оформитель даугавпилсского Молочного комбината — Фелстер.
- Знак «Daugavpils», изготовлен работниками ЗХВ, установлен на въезде в город со стороны Резекне — дорога А13.
- Скульптурная композиция у школы Сасканяс, лесные животные и ребёнок.
- Группа скульптур в сквере на улице Ригас, в Саду скульптур рядом с костёлом Святого Петра.
- Мемориальная доска о встрече Ю. Пилсудского и Я. Балодиса в январе 1920 года, ул. Гимназияс, 11.
- Скульптура оленя, ранее была установлена напротив Братского кладбища советским воинам, на данный момент установлена в Погулянке, улица Вентас.
- Скульптура девочки, берег озера Губище с правой стороны дома по адресу ул. 18 ноября 197
- Чугунные львы, установлены у входов в Даугавпилсский краеведческий и художественный музей со стороны улиц Ригас 8 и Музея. Скульптор неизвестен.
- Солнечные часы напротив старого корпуса Даугавпилсского Университета. 1910, чёрный мрамор, автор учитель физики Двинского реального училища Аркадий Яськов. Нет основания — четырёх гранитных плит.

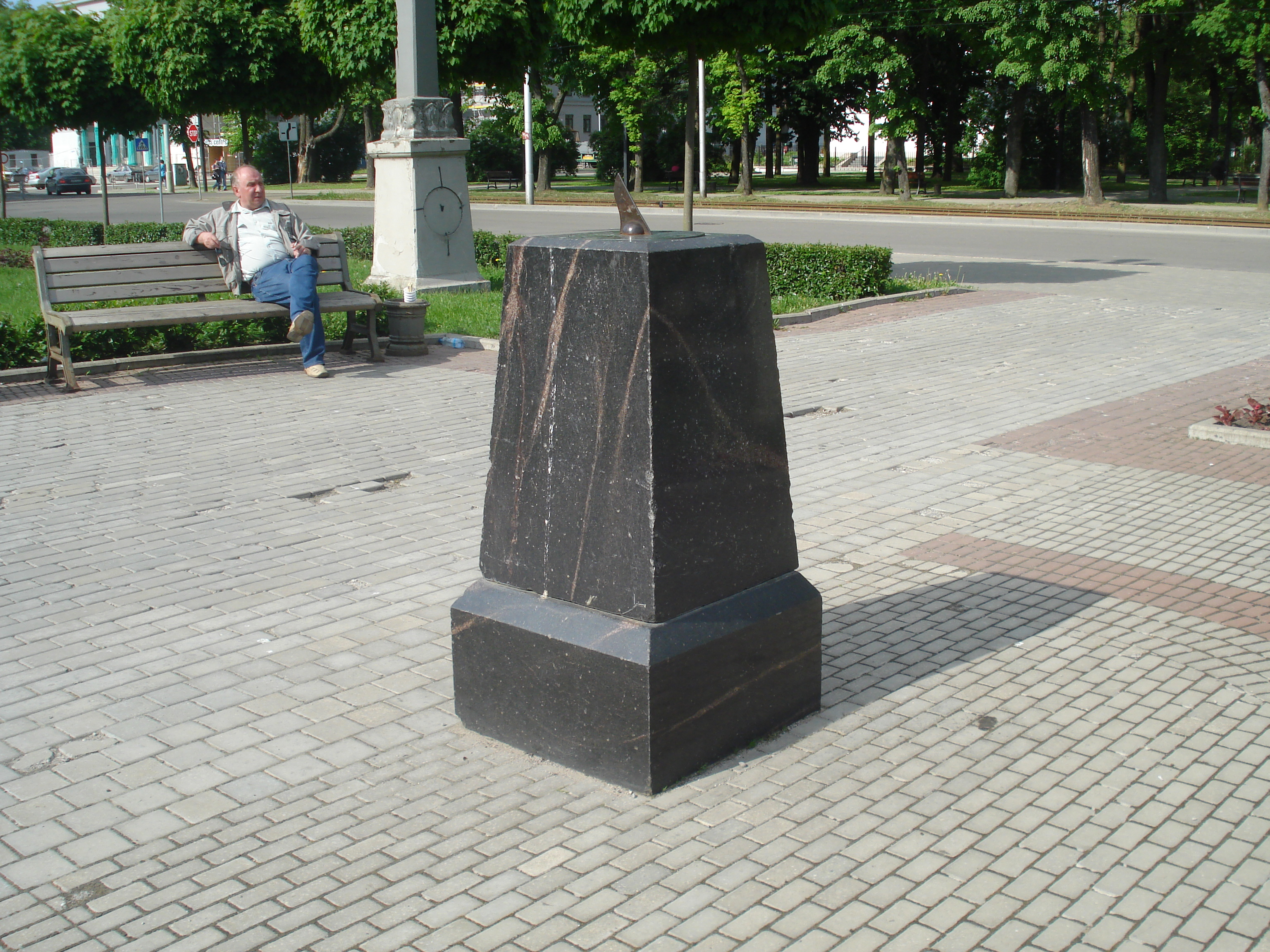
Солнечные часы

- Мемориальная доска архитектору В.Витанду, автор проекта Vienības Nams. Ул. Гимназияс, на здании Vienības Nams, установлена взамен ранее украденной в 1994 году со стены входа в театр на Виенибас. 2004 год, 8 сентября.
- Памятная доска об испытаниях пенициллина в госпиталях города осенью 1944 — весной 1945 годов. 1984 г., улица Саулес 1/3.
- Стела «Двинцы» на привокзальной площади. Чеканка по меди, 1967 год, скульптор Индулис Фолкманис.[5]
- Мемориал жертвам фашизма, Межциемс. Стела, ранее скульптура создана в 1960 г. скульптором Х. Принцисом и архитектором З. Абелите.
- Обелиск 360-й стрелковой дивизии, чьи воины первыми вошли в город 27 июля 1944 года. 1967 год 6 ноября. Напротив Братского кладбища, улица 18 Ноября, Старые Стропы.
- Памятник императору Николаю II в память его пребывания в Двинске 29 октября 1904 года, открыт в июле 1913 года, в Черепово. На данный момент сохранился постамент памятника (нуждается в реставрации). Пушка с вензелем Императора и государственным гербом Российской империи увезены в эвакуацию в 1915 году.
- Памятник освободителям (монументальный бюст солдата, в народе окрестили «Алёша»). Скульптор А. Черницкий. 26 июля 1969 года открыт в Сквере Славы перед обелиском. Скульптура была изготовлена для другого города, власти которого от неё отказались из-за серьезного дефекта — длинная трещина на левой стороне лица. Продавая скульптуру Даугавпилсу, автор скрыл наличие дефекта. В 1970 г. бюст был перенесен на площадку между насыпью Петербурго-Варшавской железной дороги и въездом в Крепость со стороны Михайловских ворот. 3 сентября 1992 г. городские власти постановили демонтировать до 10 сентября 1992 г. и перевезти на Гарнизонное кладбище (в районе «Межциемс») к захоронениям советских солдат памятник, как не имеющий художественной ценности, отражающий идеологию, противоречащую латвийской государственности.
- Скульптура пионера, «Жемчугова дача», Дзинтари.

## Утраченные городские памятники

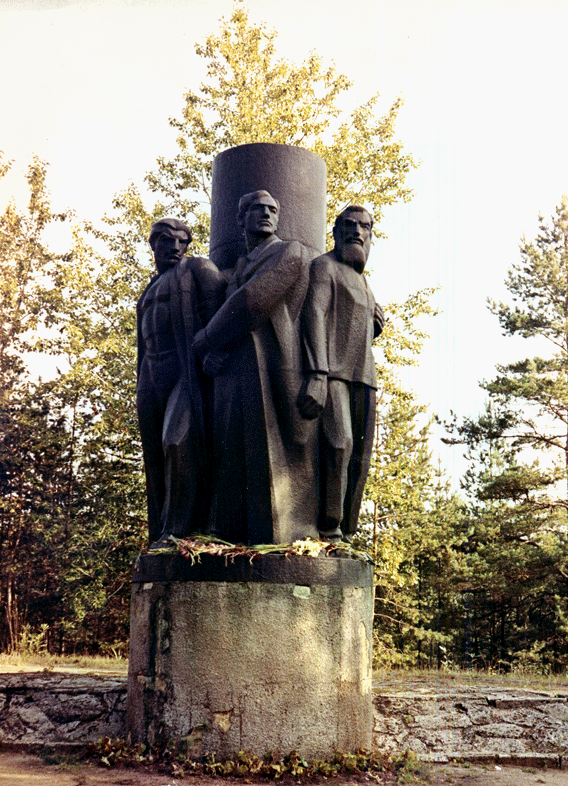
Мемориал жертвам фашизма в Межциемсе, реконструкция И. Фолкманиса

- Памятник Владимиру Ленину на площади Виенибас (ранее площадь Ленина), гранит, 1970, скульптор А. Н. Черницкий, архитектор В. Калнынь. Демонтирован в сентябре 1991 года.
- Памятник Ленин и Сталин в Горках напротив главного входа в городской театр (Дом Единства). Часть памятника со Сталиным демонтирована в 1956 году.
- Мемориал жертвам фашизма в Межциемсе (Даугавпилс), в данные момент на месте скульптуры установлена новая стела. Первоначальный вариант: известковый туф, открыт 27 июля 1960 г., скульптор Х. Спринцис, архитектор З. Абелите. Реконструкция: 1976—1979, Индулис Фолкманис. Медная облицовка похищена в начале 1990-х годов.
- Танк Т-34, шоссе P67, въезд в город со стороны Погулянки. Открыт 28 июля 1968 года, демонтирован в 1993 году.

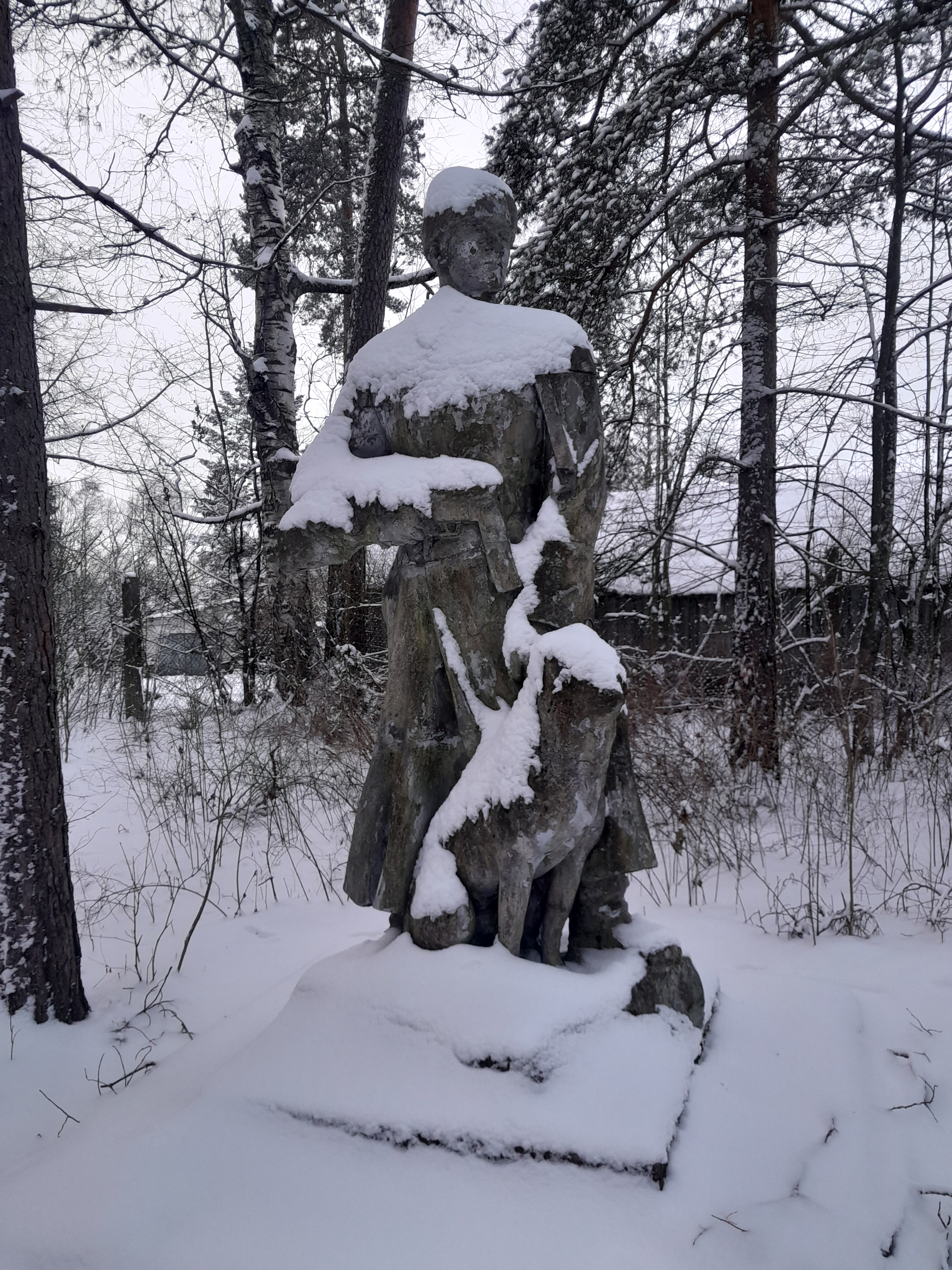
Памятник «Пограничник с собакой» в Межциемсе на территории бывшего пионерского лагеря

- Памятник «Пограничник с собакой» в Межциемсе на территории бывшего пионерского лагеря«Пограничник с собакой». Въезд в Крепость (ул. Даугавас), 1950—1960 годы. Снят и перенесён в бывший пионерский лагерь.
- Бюст Карла Маркса у горкома КПЛ, сквер на улице Валдемара, 1. Установлен, вероятно, в 1965 году. Скульптор, предположительно, А.Курочкин.
- Бюст Ленина у здания горисполкома, ул. Гоголя 6/8. Установлен, вероятно, в 1965 году. Скульптор, предположительно, А.Курочкин.
- Памятный знак «Ромашка» в парке перед ЗХВ, 1960-е годы.
- Памятник Володе Ульянову на территории пионерского лагеря/школы-интерната в Стропах.
- Плиты на стенах домов с названиями улиц (И. Мороза, И.Середы, К.Орловского и другие), памятные знаки с домов органов Советской власти и организаций 1918—1919 годы (ВРК Двинска, РКМС, подпольная организация учеников в 1920—1940 годах в 1-й средней школе и др.)решением в 1991 году демонтированы и сданы в городской музей.
- Мемориальная доска советскому военачальнику Иерониму Уборевичу, бывшему ученику Двинского реального училища, 1986 г., 1-я средняя школа. Снята в начале 1990-х, хранится в школьном музее.
- Скульптура «Детство», санаторий «Межциемс».
- Памятник Иосифу Сталину перед входом в здание санатория «Межциемс» (Погулянка).
- Памятник Ленину-Сталину перед русским драмтеатром.
- Бюст Сталина, перед горисполкомом
- Памятник Сталину, завод «Красный мебельщик».
- Памятник Сталину, Паровозоремонтный завод.
- Бюст Ленина, завод мотовелоцепей.
- Бюст Пушкина у средней школы № 1. 1949 — ?
- Памятный столб, установленный на Николаевской дамбе (напротив современной польдерной станции) в память предохранения города от наводнения 1841 года. Утрачен.
- Скульптура держащихся за руки парня и девушки у ЗХВ, позднее — в парке перед ЗХВ. Утрачена не ранее середины 1990-х.
- Скульптура футболиста в Стропах, у поворота на Краславу.
- Памятник летучей мыши, установленный по частной инициативе местного детского журнала в 2007 году. Размещался на фонарном столбе на перекрестке улиц Ригас и Михоэлса.
- Обелиск в сквере Славы (Новое Строение), 14-метровый штык и рельефное медное кольцо выполнены скульптором Индулисом Фолкманисом. Открыт в 1969 году, снесен в ночь на 31 октября 2022 года[6].

## Памятники в Крепости

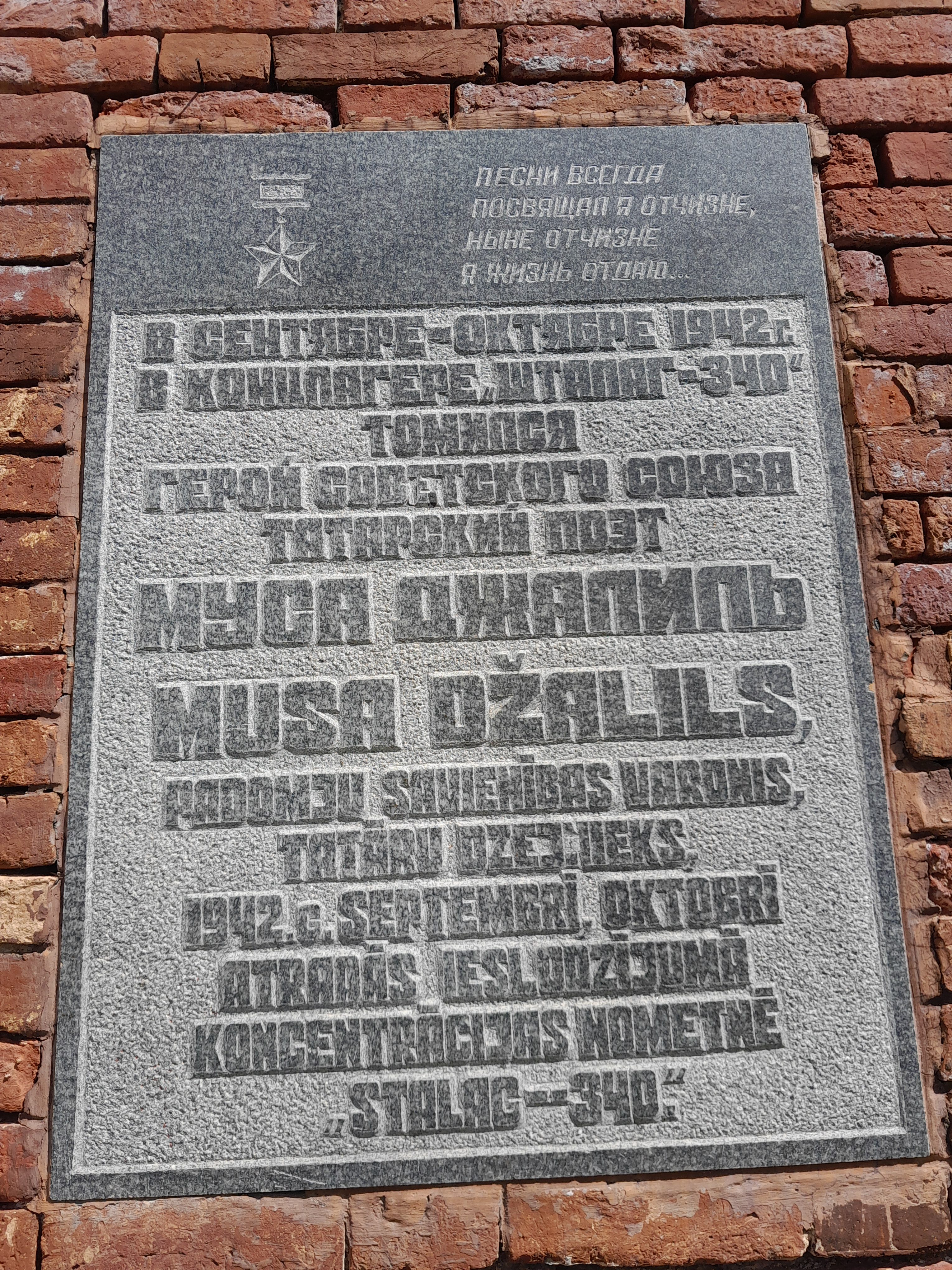
Мемориальная доска Герою Советского Союза Мусе Джалилю

- Памятник-фонтан "Слава русского оружия" (1912) в честь 100-летия победы в Отечественной войне 1812 года (Даугавпилсская крепость). Образован из трёх пушек калибра 112—120 мм, длина стволов около 2,80 м, наибольший диаметр дульной части — 24 см. Вес пушек — от 83 пудов (1328 кг) до 91 пуда (1456 кг). Изготовлены в 1870-х годах в основном на Пермском пушечном заводе. Две аналогичные пушки установлены у входа в здание на 2-й Офицерской улице (бывшей улице генерал-майора Егошина).
- В Даугавпилсской крепости сохранились пушки XIX века, установленные и преобразованные в скульптуры. Стальные пушки расположены на 1-й Офицерской улице (бывшей улице генерала Лагодюка) напротив дома № 6 (ранее № 14), рядом со входом в здание по адресу улица Гекеля 4 (бывшая улица Попова 45), и на улице Императора (бывшей улице Можайского). Калибр наиболее крупной из них — 205 мм, она изготовлена в 1877 году. Длина наиболее длинной пушки — 3,74 м. Изготовлена она в 1887 году и установлена на железном лафете образца 1854 года. Стальные пушки произведены на Обуховском сталелитейном заводе. Два стальных орудия расположены у входа в постройку на улице Гекеля дом № 4 (бывшей улице Попова дом № 45). Изготовлены они в 1883 и 1887 годах. Всего в крепости на учете 9 пушек.
- Мемориальная доска поэту-декабристу В. К. Кюхельбекеру, находившегося в заключении в 1827—1831 годы. Установлена 28 декабря 1975 г. на фасаде здания Комендантского управления (со стороны ул. Михайловской).
- Мемориальная доска Герою Советского Союза татарскому поэту, военнопленному, подпольщику Мусе Джалилю, который находился в концлагере «Шталаг-340» с 2 сентября по 15 октября 1942 года. Установлена 9 мая 1975 г. на стене арочных ворот проломленного 7-го контргарда перед Михайловскими воротами.
- Крыло самолета и бывшая табличка с именами летчиков у быв.учебного аэродрома ДВВАИУ ул. Вальню,45 (напротив дома, рядом с автобусной остановкой) требуется восстановление таблички.
- Памятник солдатам 10-го Айзпутского пехотного полка Земгальской дивизии, погибшим в боях 1919 года — открыт 14 ноября 1924 года в восточной части крепостного сада. После 2-й мировой войны был перестроен (утрачены две мемориальные доски — одна с девизом полка, вторая с информационной надписью) и использовался сначала в качестве постамента бюсту Ленина, а затем — бюсту Сталина (до 1962 года). Восстановлен и открыт вновь 14 ноября 2017 года/ в 93 годовщину первоначального открытия.
- Памятный камень, заложенный в стену эскарпа главного вала в честь осмотра крепости генералом-лейтенантом прусской королевской службы Густавом фон Раухом в мае 1822 года и в знак дружбы к генерал-инспектору инженеров (в то время этот пост занимал Великий князь Николай Павлович)[7]. Сохранился до наших дней.
- Две деревянные скульптуры, изображающие солдата времён Гражданской войны и солдата времён Великой Отечественной войны. Скульптор и время изготовления неизвестны. Были установлены в садике дома по ул. Гекеля 4 (современная нумерация). Демонтированы хозяевами здания и прилегающей земли в ноябре 2011 года, увезены для хранения и реставрации на базу собственника.
- Памятник на могиле коменданта Динабургской крепости Г. В. Пиленко рядом с бывшим крепостным собором.
- Памятный знак, посвящённый одному из руководителей польского восстания графу Леону Плятеру. Открыт у левого фланка 7-го бастиона напротив Центра искусств им. М. Ротко президентом Латвии А. Берзиньшем и президентом Польши Б. Коморовским 9 июня 2013 года, скульптор Ромуальд Гибовский.

## Утраченные памятники в Крепости
- Бюст В. И. Ленина — был установлен сначала в крепостном саду на бывшем памятнике павшим солдатам 10-го Айзпутского пехотного полка, затем на постаменте справа от главного входа в здание штаба училища (Пост № 1). Демонтирован после 1993 года.
- Бюст И. В. Сталина — был установлен в крепостном саду на бывшем памятнике павшим солдатам 10-го Айзпутского пехотного полка. Демонтирован после 1961 года.
- Памятная доска, посвящённая генералу Янису Балодису, в 1902—1904 годах в качестве младшего офицера Российской армии проживавшему в доме по ул. 1-я Офицерская, 2 (в то время — ул. Я. Баложа, 2). Открыта 29 октября 1936 года.[8] Демонтирована.
- Памятник «Слава советской авиации», представляющий собой самолёт МиГ-19С с бортовым номером «25» на постаменте, у Михайловских ворот (Даугавпилсская крепость). Был воздвигнут к 25-летию училища в 1973 году. Демонтирован в 1993 году; к настоящему времени сохранился только постамент.
- Крыло самолёта с барельефом Яна Фабрициуса, чьё имя было присвоено ДВВАИУ, рядом с трибуной на центральном плацу возле штаба училища (бывшее здание Управления коменданта). Крыло (плоскость) и трибуна демонтированы 16 декабря 2011 года в ходе реконструкции здания для создания в нём штаба Латгальского регионального управления Государственной полиции. Крыло сдано на хранение в муниципальное коммунальное предприятие, а элементы бывшей трибуны сданы в депозитарий камней на территории крепости.

## Планируемые
- 11 сентября 2010 года в ходе визита президента Польши Бронислава Коморовского в город было предложено создание и установка памятника Стефану Баторию, даровавшему Динабургу Магдебургское право. Городская дума поддержала эту инициативу, но более точная информация о сроках, а также о том, кто будет скульптором, пока отсутствует. Возможным местом установки памятника был назван перекрёсток улиц Циетокшня и Ригас. Мэрия зарезервировала место в 2005 году.

Памятный знак королю Стефану Баторию открыт 28 июня 2018 года в ходе встречи президентов Польши и Латвии А. Дуды и Р. Вейониса, расположен на дворе Варшавского укрепления Динабургской крепости. Шкала времени 1275—1920 в форме часов, изображение короля.

## Братские кладбища
- Братское кладбище воинам-освободителям города в Великой Отечественной войне, Старые Стропы, улица 18 Новембра. Представляет собой массовое захоронение павших воинов, среди которых большое количество неизвестных, скульптуру советского солдата и гранитный обелиск возвышающийся над кладбищем.
- Братское кладбище на Гриве.
- Братское кладбище немецким солдатам павшим во Второй мировой войне, Старые Стропы, улица 18 Новембра. Восстановлено в 2000-е года.
- Мемориал на Братской могиле за тюрьмой (1941—1944) в Гайке в саду.
- Мемориал памяти жертв геноцида еврейского народа и Даугавпилсского гетто, гранит, 1991, скульптор О. Мариноха.
- Массовое захоронение расстрелянных в районе Погулянки.